# Alemania Federal en la Copa Mundial de Fútbol de 1954
La Selección de Alemania Federal fue uno de los 16 equipos participantes de la Copa Mundial de Fútbol de 1954, que se realizó en Suiza.
El equipo alemán regresaba al máximo escenario del fútbol internacional luego del veto impuesto por la FIFA para la participación en la Copa Mundial de Fútbol de 1950 debido a los hechos de la Segunda Guerra Mundial. Alemania Federal obtuvo la clasificación luego de avanzar por la fase eliminatoria.
En la primera fase, fue instalada en el grupo B, en el primer partido se impuso 4:1 a Turquía, pero en el segundo recibió una goleada de 8:3 por parte del equipo de oro, la Hungría de Ferenc Puskás. Tras este suceso tuvo que repetir el partido contra Turquía, quien no fue rival como en el primer compromiso y le encajó un 7:2, así se clasificó a la segunda fase como segunda del grupo.
Los «teutones» en cuartos de final superaron a Yugoslavia 2:0, mientras que en semifinales golearon 6:1 a Austria, como hito clasificaron a su primera final de la Copa Mundial de la FIFA.
Alemania Federal contra todos los pronósticos venció 3:2 a similar de Hungría que hasta ese entonces era considerada la mejor selección del mundo, el partido fue bautizado como el «Milagro de Berna». Los alemanes remontaron un 2:0 adverso que le habían encajado en tan solo 8 minutos (Puskás 6′ y Czibor 8′), Max Morlock marcó el 2:1 al minuto 10 y Helmut Rahn fue la figura al marcar los siguientes dos goles. Los alemanes se proclamaron campeones del mundo por primera vez en su historia.

## Clasificación

### Grupo 1
Alemania Federal jugó en el Grupo 1 de la eliminatoria, frente a las selecciones de Noruega y Sarre.
| Equipo           | Pts | PJ | PG | PE | PP | GF | GC | Dif |
| ---------------- | --- | -- | -- | -- | -- | -- | -- | --- |
| Alemania Federal | 7   | 4  | 3  | 1  | 0  | 12 | 3  | 9   |
| Sarre            | 3   | 4  | 1  | 1  | 2  | 4  | 8  | -4  |
| Noruega          | 2   | 4  | 0  | 2  | 2  | 4  | 9  | -5  |

| Fecha                   | Lugar       |                  |                                  | Resultado |                                  |                  |
| ----------------------- | ----------- | ---------------- | -------------------------------- | --------- | -------------------------------- | ---------------- |
| 19 de agosto de 1953    | Oslo        | Noruega          | Bandera de Noruega               | 1:1 (1:1) | Bandera de Alemania              | Alemania Federal |
| 11 de octubre de 1953   | Stuttgart   | Alemania Federal | Bandera de Alemania              | 3:0 (1:0) | Bandera de Protectorado de Sarre | Sarre            |
| 22 de noviembre de 1953 | Hamburgo    | Alemania Federal | Bandera de Alemania              | 5:1 (1:1) | Bandera de Noruega               | Noruega          |
| 28 de marzo de 1954     | Saarbrücken | Sarre            | Bandera de Protectorado de Sarre | 1:3 (0:1) | Bandera de Alemania              | Alemania Federal |

### Goleadores
| Jugador       | Goles | Minutos | PJ |
| Max Morlock   | 6     | 360     | 4  |
| ------------- | ----- | ------- | -- |
| Fritz Walter  | 2     | 211     | 3  |
| Horst Schade  | 1     | 90      | 1  |
| Hans Schäfer  | 1     | 222     | 3  |
| Ottmar Walter | 1     | 239     | 3  |
| Helmut Rahn   | 1     | 360     | 4  |

## Jugadores
Los datos corresponden a la situación previa al inicio del torneo.
| #     | Nombre                | Posición      | Edad | PJ Sel. | Club                 |
| ----- | --------------------- | ------------- | ---- | ------- | -------------------- |
| 1     | Toni Turek†           | Portero       | 35   | 13      | Fortuna Düsseldorf   |
| 2     | Fritz Laband†         | Defensa       | 28   | 1       | Hamburgo S.V.        |
| 3     | Werner Kohlmeyer†     | Defensa       | 30   | 12      | 1. FC Kaiserslautern |
| 4     | Hans Bauer†           | Defensa       | 26   | 2       | Bayern Múnich        |
| 5     | Herbert Erhardt†      | Defensa       | 23   | 1       | SpVgg Fürth          |
| 6     | Horst Eckel†          | Mediocampista | 22   | 8       | 1. FC Kaiserslautern |
| 7     | Josef Posipal†        | Defensa       | 26   | 15      | Hamburgo S.V.        |
| 8     | Karl Mai†             | Mediocampista | 25   | 3       | SpVgg Fürth          |
| 9     | Paul Mebus†           | Mediocampista | 34   | 5       | Colonia              |
| 10    | Werner Liebrich†      | Defensa       | 27   | 2       | 1. FC Kaiserslautern |
| 11    | Karl-Heinz Metzner†   | Mediocampista | 31   | 2       | KSV Hessen Kassel    |
| 12    | Helmut Rahn†          | Delantero     | 24   | 9       | Rot-Weiss Essen      |
| 13    | Max Morlock†          | Mediocampista | 29   | 12      | F. C. Núremberg      |
| 14    | Bernhard Klodt†       | Delantero     | 27   | 6       | Schalke 04           |
| 15    | Ottmar Walter†        | Delantero     | 30   | 11      | 1. FC Kaiserslautern |
| 16    | Fritz Walter†         | Mediocampista | 33   | 38      | 1. FC Kaiserslautern |
| 17    | Richard Herrmann†     | Delantero     | 31   | 7       | Fráncfort            |
| 18    | Ulrich Biesinger†     | Delantero     | 20   | 0       | Augsburgo            |
| 19    | Alfred Pfaff†         | Delantero     | 27   | 1       | Eintracht Fráncfort  |
| 20    | Hans Schäfer†         | Delantero     | 26   | 6       | Colonia              |
| 21    | Heinz Kubsch†         | Portero       | 23   | 1       | FK Pirmasens         |
| 22    | Heinrich Kwiatkowski† | Portero       | 27   | 0       | Borussia Dortmund    |
| D. T. | Sepp Herberger†       |               |      |         |                      |

- Todo el plantel ya falleció

## Enfrentamientos previos
Luego de la eliminatoria, Alemania Federal jugó un solo partido de preparación antes del inicio de la Copa Mundial de Fútbol de 1954:
| Fecha               | Lugar   |       |                  | Resultado |                     |                  |
| ------------------- | ------- | ----- | ---------------- | --------- | ------------------- | ---------------- |
| 25 de abril de 1954 | Basilea | Suiza | Bandera de Suiza | 4:1 (1:1) | Bandera de Alemania | Alemania Federal |

## Participación

### Grupo B
| Equipo           | Pts. | PJ | PG | PE | PP | GF | GC | Dif. |
| ---------------- | ---- | -- | -- | -- | -- | -- | -- | ---- |
| Hungría          | 4    | 2  | 2  | 0  | 0  | 17 | 3  | 14   |
| Alemania Federal | 6    | 3  | 2  | 0  | 1  | 14 | 11 | 3    |
| Turquía          | 2    | 3  | 1  | 0  | 2  | 10 | 11 | -1   |
| Corea del Sur    | 0    | 2  | 0  | 0  | 2  | 0  | 16 | -16  |

| 17 de junio de 1954, 18:00 | Alemania Federal                                      | 4:1 (1:1) | Turquía | Wankdorfstadion, Berna                                           |                                                                  |
|                            | Schäfer 14' · Klodt 52' · O. Walter 60' · Morlock 84' | Reporte   | Suat 2' | Asistencia: 39 000 espectadores Árbitro(s): José da Costa Vieira | Asistencia: 39 000 espectadores Árbitro(s): José da Costa Vieira |

| 20 de junio de 1954, 16:50 | Hungría                                                           | 8:3 (3:1) | Alemania Federal                    | St. Jakob Park, Basilea                                  |                                                          |
|                            | Kocsis 3' 21' 69' 78' · Puskás 17' · Hidegkuti 52' 54' · Tóth 75' | Reporte   | Pfaff 25' · Rahn 77' · Herrmann 84' | Asistencia: 65 000 espectadores Árbitro(s): William Ling | Asistencia: 65 000 espectadores Árbitro(s): William Ling |

| 23 de junio de 1954, 18:00 | Alemania                                                             | 7:2 (3:0) | Turquía                | Hardturm-Stadion, Zúrich                                     |                                                              |
|                            | O. Walter 7' · Schäfer 12' 79' · Morlock 30' 60' 77' · F. Walter 62' | Reporte   | Ertan 21' · Lefter 82' | Asistencia: 18 000 espectadores Árbitro(s): Raymond Vincenti | Asistencia: 18 000 espectadores Árbitro(s): Raymond Vincenti |

### Cuartos de final
| 27 de junio de 1954, 17:00 | Alemania Federal            | 2:0 (1:0) | Yugoslavia | Stade des Charmilles, Ginebra                            |                                                          |
|                            | Horvat 9' (a.g.) · Rahn 85' | Reporte   |            | Asistencia: 20 000 espectadores Árbitro(s): Istvan Zsolt | Asistencia: 20 000 espectadores Árbitro(s): Istvan Zsolt |

### Semifinal
| 30 de junio de 1954, 18:00 | Alemania Federal                                                                | 6:1 (1:0) | Austria    | St. Jakob Park, Basilea                                        |                                                                |
|                            | Schäfer 31' · Morlock 47' · F. Walter 54' (pen.) 64' (pen.) · O. Walter 61' 89' | Reporte   | Probst 51' | Asistencia: 58 000 espectadores Árbitro(s): Vincenzo Orlandini | Asistencia: 58 000 espectadores Árbitro(s): Vincenzo Orlandini |

### Final

#### Alemania Federal - Hungría
| 4 de julio de 1954 | Alemania Federal           | 3:2 (2:2) | Hungría               | Wankdorfstadion, Berna                                   |                                                          |
| | Morlock 10' · Rahn 18' 84' | Reporte   | Puskás 6' · Czibor 8' | Asistencia: 60 000 espectadores Árbitro(s): William Ling | Asistencia: 60 000 espectadores Árbitro(s): William Ling |
| Para este partido véase El milagro de Berna Alemania Occidental es el primer equipo que se proclama campeón habiendo perdido un encuentro (precisamente ante Hungría) y siendo segunda en su grupo. |                            |           |                       |                                                          |                                                          |

| 1     | POR   | Toni Turek       |         |
| 7     | DEF   | Josef Posipal    |         |
| 3     | DEF   | Werner Kohlmeyer |         |
| 6     | DEF   | Horst Eckel      |         |
| 10    | MED   | Werner Liebrich  |         |
| 8     | MED   | Karl Mai         |         |
| 12    | DEL   | Helmut Rahn      |         |
| 13    | DEL   | Max Morlock      |         |
| 15    | DEL   | Ottmar Walter    |         |
| 16    | DEL   | Fritz Walter     | Capitán |
| 20    | DEL   | Hans Schäfer     |         |
| D. T. | D. T. | Sepp Herberger   |         |

| 1     | POR   | Gyula Grosics    |         |
| 5     | DEF   | József Bozsik    |         |
| 4     | DEF   | Mihály Lantos    |         |
| 2     | DEF   | Jenő Buzánszky   |         |
| 6     | MED   | József Zakariás  |         |
| 3     | MED   | Gyula Lóránt     |         |
| 20    | DEL   | Mihály Tóth      |         |
| 10    | DEL   | Ferenc Puskás    | Capitán |
| 9     | DEL   | Nándor Hidegkuti |         |
| 8     | DEL   | Sándor Kocsis    |         |
| 11    | DEL   | Zoltán Czibor    |         |
| D. T. | D. T. | Gusztáv Sebes    |         |

|  | 10′ | Max Morlock |
|  | 18′ | Helmut Rahn |
|  | 84′ | Helmut Rahn |

|  | 6′ | Ferenc Puskás |
|  | 8′ | Zoltán Czibor |
|  |    |               |

| Árbitro             | William Ling       |
| Árbitros asistentes | Vincenzo Orlandini |
| Árbitros asistentes | Benjamin Griffiths |

| 1     | POR   | Toni Turek       |         |
| 7     | DEF   | Josef Posipal    |         |
| 3     | DEF   | Werner Kohlmeyer |         |
| 6     | DEF   | Horst Eckel      |         |
| 10    | MED   | Werner Liebrich  |         |
| 8     | MED   | Karl Mai         |         |
| 12    | DEL   | Helmut Rahn      |         |
| 13    | DEL   | Max Morlock      |         |
| 15    | DEL   | Ottmar Walter    |         |
| 16    | DEL   | Fritz Walter     | Capitán |
| 20    | DEL   | Hans Schäfer     |         |
| D. T. | D. T. | Sepp Herberger   |         |

| 1     | POR   | Gyula Grosics    |         |
| 5     | DEF   | József Bozsik    |         |
| 4     | DEF   | Mihály Lantos    |         |
| 2     | DEF   | Jenő Buzánszky   |         |
| 6     | MED   | József Zakariás  |         |
| 3     | MED   | Gyula Lóránt     |         |
| 20    | DEL   | Mihály Tóth      |         |
| 10    | DEL   | Ferenc Puskás    | Capitán |
| 9     | DEL   | Nándor Hidegkuti |         |
| 8     | DEL   | Sándor Kocsis    |         |
| 11    | DEL   | Zoltán Czibor    |         |
| D. T. | D. T. | Gusztáv Sebes    |         |

|  | 10′ | Max Morlock |
|  | 18′ | Helmut Rahn |
|  | 84′ | Helmut Rahn |

|  | 6′ | Ferenc Puskás |
|  | 8′ | Zoltán Czibor |
|  |    |               |

| Árbitro             | William Ling       |
| Árbitros asistentes | Vincenzo Orlandini |
| Árbitros asistentes | Benjamin Griffiths |

| Bandera de Alemania      |
| Campeón Alemania Federal |
| Primer título            |

## Estadísticas
| Equipo | Equipo           | Pts. | PJ | PG | PE | PP | GF | GC | Dif. | Rend.  |
| ------ | ---------------- | ---- | -- | -- | -- | -- | -- | -- | ---- | ------ |
| 1      | Alemania Federal | 10   | 6  | 5  | 0  | 1  | 25 | 14 | 11   | 83,3 % |
| 2      | Hungría          | 8    | 5  | 4  | 0  | 1  | 27 | 10 | 17   | 80 %   |
| 3      | Austria          | 8    | 5  | 4  | 0  | 1  | 17 | 12 | 5    | 80 %   |

### Goleadores
| Jugador          | Goles | PJ |
| Max Morlock      | 6     | 5  |
| ---------------- | ----- | -- |
| Helmut Rahn      | 4     | 4  |
| Hans Schäfer     | 4     | 5  |
| Ottmar Walter    | 4     | 5  |
| Fritz Walter     | 3     | 6  |
| Alfred Pfaff     | 1     | 1  |
| Richard Herrmann | 1     | 1  |
| Bernhard Klodt   | 1     | 2  |